# Nahrābād
Nahrābād (persiska: نهر آباد) är en ort i Iran.   Den ligger i provinsen Khorasan, i den nordöstra delen av landet, 700 km öster om huvudstaden Teheran. Nahrābād ligger 1 117 meter över havet och antalet invånare är 172.
Terrängen runt Nahrābād är platt åt sydväst, men åt nordost är den kuperad. Runt Nahrābād är det ganska glesbefolkat, med 35 invånare per kvadratkilometer. Närmaste större samhälle är Chenārān, 10,2 km sydväst om Nahrābād. Omgivningarna runt Nahrābād är i huvudsak ett öppet busklandskap.